# Paroisse de Caldwell
Pour les articles homonymes, voir Caldwelll.
Cet article possède un paronyme, voir Comté de Caldwell.
La paroisse de Caldwell (anglais : Caldwell Parish) a été créée par la scission des paroisses d’Ouachita et de Catahoula en 1838.
La paroisse a une superficie de 1 371 km² de terre émergée et 29 km² d’eau.
Elle est enclavée entre la paroisse de Jackson au nord-ouest, la paroisse d'Ouachita au nord, la paroisse de Richland au nord-est, la paroisse de Franklin à l’est, la paroisse de Catahoula au sud-est, la paroisse de La Salle au sud et la paroisse de Winn au sud-ouest.
Deux autoroutes quadrillent la paroisse : l’autoroute fédérale (U.S. Highway) n° 165 et l’autoroute de Louisiane (Louisiana Highway) n° 4.

## Démographie
Lors du recensement de 2000, les 10 560 habitants de la paroisse se divisaient en 80,43 % de « Blancs », 17,90 % de « Noirs » et d’Afro-Américains, 0,45 % d’Amérindiens, 0,14 % d’Asiatiques, 0,03 % de Polynésiens et de Mélanésiens ainsi que 0,44 % de non-répertoriés ci-dessus et 0,61 % de citoyens métissés.
La paroisse comptait 0,80 % qui parle le français ou le français cadien à la maison, soit 79 personnes parlant au moins une fois par jour la « langue de Molière» .
Dans la paroisse, la pyramide des âges (toujours en 2000) était présentée ainsi : 
- 2 608 personnes étaient des mineures (moins de 18 ans) soit 24,70 % ;

- 1 014 personnes étaient des jeunes adultes (de 18 à 24 ans) soit 9,60 % ;

- 3 010 personnes étaient de jeunes forces de travail (de 25 à 44 ans) soit 28,50 % ;

- 2 460 personnes étaient des forces de travail vieillissantes (de 45 à 65 ans) soit 23,30 % ;

- 1 468 personnes étaient des personnes en âge de la retraite (plus de 65 ans) soit 13,90 %.

L’âge moyen des citoyens de la paroisse était donc de 37 ans, de plus, la Paroisse compte 5 202 personnes de sexe féminin (soit 59,26 %) et 5 358 personnes de sexe masculin (soit 50,74 %).
Le revenu moyen par personne s’élève à $26 972 (en 2006) alors que 21,20 % des habitants vivent sous le seuil de pauvreté (indice Fédéral).
La paroisse est divisée en trois villes et villages : Clarks, Columbia et Grayson.